# Donji Lapac
Donji Lapac es un municipio de Croacia en el condado de Lika-Senj.

## Geografía
Se encuentra a una altitud de 586 m s. n. m. a 192 km de la capital nacional, Zagreb.

## Demografía
En el censo 2011 el total de población del municipio fue de 2 113 habitantes, distribuidos en las siguientes localidades:
- Birovača -  77
- Boričevac -  17
- Brezovac Dobroselski -  12
- Bušević -  6
- Dnopolje -  112
- Dobroselo - 117
- Doljani -  133
- Donji Lapac - 946
- Donji Štrbci - 14
- Gajine -  156
- Gornji Lapac -  57
- Gornji Štrbci -  18
- Kestenovac -  34
- Kruge -  59
- Melinovac - 9
- Mišljenovac -  3
- Nebljusi -  208
- Oraovac - 175

| Gráfica de población de Donji Lapac 1857-2011                       |
|                                                                     |
| Según los censos de población de la oficina estadística de Croacia. |